# Рандолф (окръг, Индиана)
Окръг Рандолф (на английски: Randolph County) е окръг в щата Индиана, Съединени американски щати. Площта му е 1173 km², а населението е 24 502 души (1 април 2020). Административен център е град Уинчестър.